# Proablepharus kinghorni
Proablepharus kinghorni là một loài thằn lằn trong họ Scincidae. Loài này được Copland mô tả khoa học đầu tiên năm 1947.